# Черчилль, Уинстон (писатель)
Уинстон Черчилль (англ. Winston Churchill; 10 ноября 1871 ― 12 марта 1947) ― американский писатель, поэт и публицист.

## Биография
Уинстон Черчилль родился в городе Сент-Луисе, штат Миссури, в семье Эдварда Сполдинга Черчилля  и Эммы Белл Блейн. Посещал школу для мальчиков под названием Академия Смита в штате Миссури. Затем поступил в Военно-морскую академию США в Аннаполисе, Мэриленд, в которой хорошо проявил себя в научной деятельности и активно участвовал в студенческой жизни в целом. Он также занимался спортом: достиг успехов в фехтовании, сформировал первый в Аннаполисе экипаж «восьмёрки» для академической гребли и был его капитаном в течение двух лет. 
По окончании в 1894 году академии Черчилль начал работать редактором печатного издания Army and Navy Journal. Вскоре, однако, он оставил службу на флоте, чтобы посвятить себя литеатурному творчеству. В 1895-м стал редактором журнала Cosmopolitan, но и года не прошло, как ушёл из редакции, чтобы иметь возможность уделять больше времени работе над книгами. Хотя наибольшую славу Черчилль снискал в качестве прозаика, он также проявил себя на поприще поэзии и публицистики.

## Карьера
В 1898 году увидел свет первый роман Черчилля — «Знаменитость» (The Celebrity). Однако это не дебютный его серьёзный литературный опыт: рассказ «Побег мистера Кигана» (Mr. Keegan's Elopement) был опубликован в 1896 году (в 1903 году переиздан в иллюстрированном формате). 
Второй роман — «Ричард Карвел», изданный в 1899 году, — имел феноменальный успех: в стране, где население составляло 76 млн человек, было распродано около 2 млн экземпляров, что принесло автору солидный гонорар. Следующие два романа — «Кризис» (The Crisis, 1901) и «Переправа» (The Crossing, 1904) — покупатели также быстро смели́ с прилавков.

Если первые три крупных произведения Черчилля относились к жанру исторических романов, то в более поздних его книгах действие разворачивается в современных автору Соединённых Штатах. При этом писатель раскрывает перед читателями свои политические взгляды.

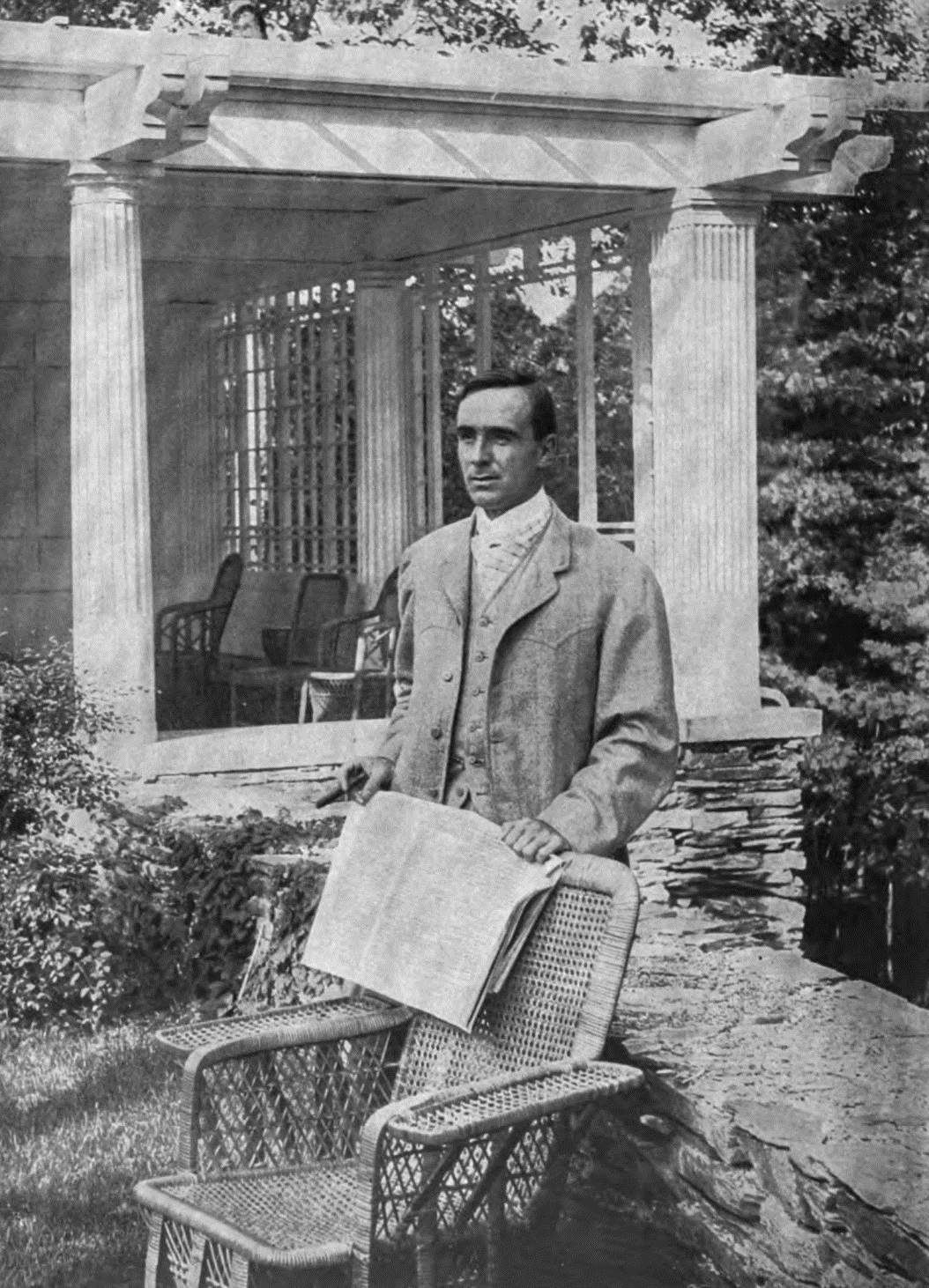
Уинстон Черчилль в своём доме. Виндзор, Вермонт

В 1898 году Черчилль по проекту Чарльза Платта построил для себя и своей семьи особняк в городе Корниш, Нью-Гэмпшир. Принимал участие в деятельности Художественной колонии Корниш, а также занялся политикой. Был избран в Законодательное собрание штата в 1903 и 1905 годах. В 1906 году безуспешно пытался баллотироваться от республиканцев на пост губернатора штата Нью-Гэмпшир. В 1912 году был выдвинут как кандидат от Прогрессивной партии, но победы на выборах не одержал и решил уйти с политической арены. В 1917 году посетил поля сражений Первой мировой войны и позднее написал свою первую серьёзную публицистическую работу об увиденном.
После этого Черчилль обратился к изобразительному искусству и обрел известность теперь уже как художник благодаря пейзажам, выполненным акварелью. Некоторые из его работ ныне находятся в коллекции Музея искусств Худа (который является филиалом Центра искусств Хопкинса в Дартмутском колледже) в Ганновере, штат Нью-Гэмпшир, а также в доме скульптора Огастеса Сент-Годенса, сохранённом (вместе с усадьбой) в Корнише как национальная историческая достопримечательность — Saint-Gaudens National Historic Site.
В 1919 году Черчилль решил перестать писать и отошёл от общественной жизни. В результате он оказался постепенно забыт общественностью. В 1940 году была опубликована его первая за два десятка лет книга под названием «Неизведанный путь» (The Uncharted Way). В ней он развивает свои взгляды на религию. Однако он не стремился к рекламе произведения, и оно не привлекло к себе существенного внимания широкой публики. Незадолго до смерти Черчилль сказал: «Сейчас мне очень трудно мыслить о себе как о писателе романов, ибо всё это как будто бы происходило в другой жизни».

## Семья, личная жизнь и смерть
Уинстон Черчилль женился 22 октября 1895 года на 22-летней Мейбл Харлакенден Холл, дочери Джорджа Даффилда и Луизы, по некоторым источникам — Лукреции (урожд. Аллен) Холл. Отец, юрист и владелец процветающей шахты, оставил своей семье немалое состояние. Мать и бабушка девушки боролись за избирательные права женщин, и Мейбл Харлакенден пошла по их стопам, став суфражисткой. Муж её поддерживал.
В браке у супругов Черчилль родились трое детей: Мейбл, 1897—1945; Джон Дуайт Уинстон, 1903—1961; Крейтон, 1912—1984, который впоследствии стал знаменитым в Америке сомелье.
В 1923 году, когда пожар уничтожил в Корнише особняк, названный почти 35 лет назад в честь жены писателя Харлакенден-хаусом, Черчилли переехали в расположенный неподалёку город Плейнфилд (округ Салливан, штат Нью-Гэмпшир). Там в 1945-м скончалась на 72-м году жизни Мейбл Харлакенден Черчилль.
Уинстон Черчилль умер в городе Уинтер-Парк, штат Флорида, в 1947 году от сердечного приступа в возрасте 75 лет, пережив супругу на два года. Чета покоится рядом на кладбище в Плейнфилде. Там же в дальнейшем была похоронена их дочь.

### Отношения с премьер-министром Великобритании Уинстоном Черчиллем
Писатель Уинстон Черчилль и его тёзка — премьер-министр Великобритании (1940—1945, 1951—1955)
и также писатель, — были знакомы и иногда обменивались письмами. Примечательно, что именно к американскому Черчиллю слава пришла раньше, и в 1890-е годы он был гораздо лучше знаком широким кругам, чем его британский коллега.
Черчилль из Великобритании, которому стало известно о произведениях его американского тёзки, писал к нему и решил впредь подписывать свои произведения именем «Уинстон Спенсер Черчилль», чтобы читатели могли легко различать произведения двух авторов. Его тёзка поддержал его идею и ответил ему, что поступил так же, будь у него несколько имён. Однако, строго говоря, британец начал подписываться «Уинстон С. Черчилль», используя тем самым свой криптоним, которым подписывался в письмах.
В биографиях, а также в интересах и склонностях двух Черчиллей наблюдается ряд примечательных параллелей. Оба получили высшее образование в учебных заведениях вооружённых сил и некоторое время провели на военной службе (один на флоте, другой ― в сухопутных войсках). Оба были писателями и художниками. А также политиками — правда, здесь уровень достижений трудносопоставим: на данном поприще Черчилль из Великобритании сделал куда более блестящую карьеру.

## Работы

### Проза
- Mr. Keegan's Elopement (1896)
- The Celebrity (1898)
- Richard Carvel (1899)
- The Crisis (1901)
- Mr. Keegan's Elopement (1903)
- The Crossing (1904)
- Coniston (1906)
- Mr. Crewe's Career (1908)
- A Modern Chronicle (1910)
- The Inside of the Cup (1913)
- A Far Country (1915)
- The Dwelling-Place of Light (1917)

### Прочие произведения
- Richard Carvel; пьеса, была поставлена на Бродвее, (1900–1901)
- The Crisis; пьеса, была поставлена на Бродвее, (1902)
- The Crossing; пьеса, была поставлена на Бродвее, (1906)
- The Title Mart; пьеса, была поставлена на Бродвее, (1906)
- A Traveller In War-Time (1918)
- Dr. Jonathan; пьеса в трёх актах (1919)
- The Uncharted Way (1940)